# Тімберон (Нью-Мексико)
Тімберон (англ. Timberon) — переписна місцевість (CDP) в США, в окрузі Отеро штату Нью-Мексико. Населення — 345 осіб (2020).

## Географія
Тімберон розташований за координатами 32°38′11″ пн. ш. 105°41′43″ зх. д. / 32.63639° пн. ш. 105.69528° зх. д. (32.636306, -105.695249).  За даними Бюро перепису населення США в 2010 році переписна місцевість мала площу 52,40 км², з яких 52,34 км² — суходіл та 0,06 км² — водойми.

## Демографія
Згідно з переписом 2010 року, у переписній місцевості мешкало 348 осіб у 186 домогосподарствах у складі 105 родин. Густота населення становила 7 осіб/км².  Було 671 помешкання (13/км²).
Расовий склад населення:
| - 91,7 % — білих - 0,9 % — азіатів - 0,6 % — корінних американців - 3,4 % — осіб інших рас |

До двох чи більше рас належало 3,4 %. Частка іспаномовних становила 15,2 % від усіх жителів.
За віковим діапазоном населення розподілялося таким чином: 6,6 % — особи молодші 18 років, 56,0 % — особи у віці 18—64 років, 37,4 % — особи у віці 65 років та старші. Медіана віку мешканця становила 60,6 року. На 100 осіб жіночої статі у переписній місцевості припадало 120,3 чоловіків;  на 100 жінок у віці від 18 років та старших — 115,2 чоловіків також старших 18 років.
За межею бідності перебувало 51,8 % осіб, у тому числі 100,0 % дітей у віці до 18 років та 0,0 % осіб у віці 65 років та старших.
Цивільне працевлаштоване населення становило 91 осіб. Основні галузі зайнятості: транспорт — 86,8 %, інформація — 6,6 %, будівництво — 6,6 %.